# Bordzjghala

Bordzjghala

De Bordzjghala of Bordzjghali (Georgisch ბორჯღალა, ბორჯღალი) is een oud Georgisch symbool dat de zon voorstelt in zeven vleugels. Vaak staat het in een cirkel die het heelal symboliseert.
Het symboliseert tegelijk eeuwig leven en beweging en is aan het mesopotamisch symbool voor de zon en de eeuwigheid verwant.
De Bordzjghala wordt tegenwoordig op officiële Georgische documenten gebruikt, zoals identiteitskaarten, reispassen en munten. Sinds 1994 is het ook het logo van de luchtvaartmaatschappij Georgian Airways. Er is geen internationale bescherming van het symbool, waardoor het ook door een Duits kaasfabrikant legaal gebruikt wordt.

## Weblinks
- Bordzjghala (Engels)